# Бенакасон
Бенакасон (на испански: Benacazón) е населено място и община в Испания. Намира се в провинция Севиля, в състава на автономната област Андалусия. Общината влиза в състава на района (комарка) Ел Алхарафе. Заема площ от 32 km². Населението му е 6726 души (по преброяване от 2010 г.). Разстоянието до административния център на провинцията е 23 km.

## Демография
| 1996 | 1998 | 1999 | 2000 | 2001 | 2002 | 2003 | 2004 | 2005 | 2006 |
| ---- | ---- | ---- | ---- | ---- | ---- | ---- | ---- | ---- | ---- |
| 4936 | 4937 | 5033 | 5021 | 5055 | 5179 | 5463 | 5578 | 5754 |      |